# 長鰭鈎鯰
長鰭鈎鯰，為輻鰭魚綱鯰形目甲鯰科的其中一種，為熱帶淡水魚，分布於南美洲巴西亞馬遜河中、下游流域，體長可達11.8公分，棲息在底層水域，以植物為食，生活習性不明，可做為觀賞魚。

## 扩展阅读
維基物種上的相關：長鰭鈎鯰